# Gäddegölen (Västra Ryds socken, Östergötland)
Gäddegölen är en sjö i Ydre kommun i Östergötland och ingår i Motala ströms huvudavrinningsområde.